# Macdunnoa persimplex
Macdunnoa persimplex är en dagsländeart som först beskrevs av Mcdunnough 1929.  Macdunnoa persimplex ingår i släktet Macdunnoa och familjen forsdagsländor. Inga underarter finns listade i Catalogue of Life.